# هيرويوكي سوزوكي
هيرويوكي سوزوكي (باليابانية: 鈴木博之؛ بالكانا: すずき ひろゆき) هو مؤرخ ياباني، ولد في 14 مايو 1945 في طوكيو في اليابان، وتوفي في 3 فبراير 2014.